# Paraleptastacus wilsoni
Paraleptastacus wilsoni är en kräftdjursart som beskrevs av Whybrew 1986. Paraleptastacus wilsoni ingår i släktet Paraleptastacus, och familjen Leptastacidae. Arten är reproducerande i Sverige.